# Pyrates
Pyrates es una película estadounidense de comedia romántica de 1991, protagonizada por Kevin Bacon y Kyra Sedgwick sobre una pareja que experimenta piroquinesis después de tener sexo. Dirigida y escrita por Noah Stern, la película fue lanzada en VHS el 18 de diciembre de 1991.

## Elenco
- Kevin Bacon como Ari.
- Kyra Sedgwick como Sam.
- Bruce Martyn Payne como Liam.
- Kristin Dattilo como Pia.
- Buckley Harris como Dr. Weiss
- Deborah Falconer como Rivkah.
- David Pressman como Carlton.
- Raymond O'Connor
- Byrne Piven como Rabbi Lichtenstein.
- Ernie Lee Banks como Wee Willie.
- Mickey Jones como Wisconsin Del.
- Petra Verkaik como Basia.
- Clifford David como Advisor.
- Tom Adams como Calico Jack (no acreditado).

## Recepción
Las críticas fueron negativas por lo general. Derek Adams, de Time Out, criticó la película por contener pocas risas.